# Белолобый (мультфильм)
«Белолобый» из цикла «Рассказы А. П. Чехова» — российский мультфильм 2010 года режиссёра Сергея Серёгина. «Мастер-фильм» и Фонд социально-культурных программ «Губерния» выпустили цикл мультфильмов к 150-летию со дня рождения Антона Павловича Чехова.

## Сюжет
В лесу стояла избушка, рядом сарай, а вокруг забор из кольев. В избушке жил сторож со своим внуком Ванюшкой. У них был щенок Белолобый, а в сарае — куры, овцы, лошадь. Был уже месяц март, но вокруг лежал снег и стояли морозы. Старая волчица недавно родила волчат, ослабела и не могла охотиться. Она решила залезть в сарай и утащить ягнёнка, но испуганные куры стали метаться, и волчица схватила первого попавшегося и убежала. Недалеко от логова она поняла, что это не ягнёнок, а щенок, и выпустила его. А щенок пошёл за ней следом и стал играть с волчатами. На следующую ночь волчица вновь пошла к тому же сараю и потащила с собой щенка. Но сторож сидел в засаде и, услышав шум, выпалил из ружья в небо. Волчица убежала, а Белолобый пошёл греться в сарай.

## Роли озвучивали
- Алина Покровская, Марк Чернавин, Александр Чутко.

## Рассказы Чехова
На фестивале «Кинематографический Чехов» показали анимационный цикл «Рассказы А. П. Чехова», фильмы представляли авторы:
- «Беззаконие» реж. Наталья Мальгина
- «Белолобый» реж. Сергей Серёгин
- «Сын прокурора спасает короля» реж. Оксана Холодова
- «Человек в пенсне» реж. Хихус.

## Фестивали и премии
- 2010 — ОРФАК в Суздале: участие в конкурсной программе.[2]
- 2011 — Премия «Золотой орёл» за лучший анимационный фильм за 2010 год — Номинация[3]

## Отзыв критика
В последнее время на «Мастер-фильме» появились талантливые работы авторов нового поколения. Их премьерной площадкой стал цикл одушевлённых чеховских рассказов. «Белолобый» Сергея Серёгина и Анны Шепиловой обволакивает зрителя снегом, нежным сочувствием к щенку, попавшему в логово к старой волчице.
— Лариса Малюкова «СВЕРХкино» с.121